# تعريب برامج الحاسوب
تعريب برامج الحاسب العاملة في مختلف أنظمة التشغيل هو تغيير لغة الواجهة الرسومية (الموارد) لبرنامج حاسوبي ما إلى اللغة العربية، أما طريقة تعريب برنامج ما فتختلف حسب نظام التشغيل الذي يعمل فيه.وكل ماسبق ينطبق على برامج الأجهزة الجوالة (الهواتف النقالة).
والقائم بهذه العملية يدعى المُعرب.
- تعريب برامج الحاسب العاملة في بيئة نظام التشغيل مايكروسوفت ويندوز:

يتم ذلك باستهداف موارد البرنامج أو مايسمى الواجهة الرسومية أو واجهة الاستخدام أو واجهة المستخدم.
- أهم ما تتألف منه الموارد:

1. مربعات الحوار
2. القوائم
3. الكلمات المتفرقة
4. معلومات الإصدار
5. الصور

ويتم تحرير الموارد وتعريبها بواسطة برامج متخصصة في الغالب مثل برنامج RCwintrans  أو Resource Hacker والأخير مجاني الاستخدام.
- الموارد:

وتكون موجودة في مجلد البرنامج وهي عبارة عن ملفات ذات أنواع مختلفة مثل:
exe أو  dll أو  ini أو  lang أو  txt أو  ملف نصي عادي يحمل لاحقة يحددها المبرمجون,
والملفات ذات الاحقة exe و dll يتم تعريبها بواسطة برامج متخصصة في الغالب مثل برنامج RCwintrans أو Resource Hacker والأخير مجاني الاستخدام.
أما الموارد التي تكون ملفات نصية تحمل لاحقة يحددها المبرمجون يتم تعريبها بسهولة بواسطة برنامج المفكرة المرفق بالWindows
ولا ينصح باستخدام محررات النصوص مثل MS Word.
وتوجد برامج أخرى مفتوحة المصدر يمكن استخدامها وهي تسهل عملية التعريب مثل Notepad++.